# Claudio Suárez
Claudio Suárez (* 17. prosince 1968) je bývalý mexický fotbalový obránce, naposledy hrající za americký klub Carolina Railhawks. Zúčastnil se fotbalového MS 1994, 1998 a 2006, Konfederačního poháru FIFA 1997, 1999 a 2001 a Copa América 2004. Je rekordmanem v počtu odehraných zápasů za reprezentaci Mexika.